# Merragata
Merragata is een geslacht van wantsen uit de familie van de Hebridae. Het geslacht werd voor het eerst wetenschappelijk beschreven door White in 1877.

## Soorten
Het genus bevat de volgende soorten:

- Merragata brunnea Drake, 1917
- Merragata hackeri Hungerford, 1934
- Merragata hebroides Buchanan-White, 1877
- Merragata lacunifera (Berg, 1897)
- Merragata pallescens Distant, 1909
- Merragata quieta Drake, 1952
- Merragata sessoris Drake & Harris, 1943
- Merragata truxali Porter, 1955